# Medova vila
Medova vila (též vila Otakara Meda) je samostatně stojící funkcionalistický rodinný dům na Tyršově náměstí v Humpolci.

## Historie
Obchodník s látkami Otakar Med si dům nechal postavit v letech 1933–1934.
Po komunistickém převratu v roce 1948 byl dům rodině zkonfiskován, nicméně v něm i nadále mohla bydlet. Do jeho přízemí bylo umístěno zdravotní středisko. Po listopadu 1989 získala rodina dům v restituci zpět.
Od roku 1958 je vila chráněna jako kulturní památka.
V roce 2024 vilu za 24,62 milionů korun odkoupilo město. V roce 2025 proběhnou komentované prohlídky vily pro veřejnost, první z nich se uskuteční 3. května.

## Architektura
Architektonický návrh vytvořil architekt Josef Gočár. Dům nese typické znaky funkcionalismu: hladké průčelí bez ozdob, pásové okno a obecně horizontalita. Zejména je ale na fasádě patrná funkční náplň domu. V přízemí bylo umístěno sídlo firmy podnikatele Otakara Meda. Vstup do obytných prostor byl situován v prvním patře. Hlavní místností je v něm obývací pokoj, kam právě vede široké pásové okno. Obývací pokoj je prostorově propojen s převýšenou halou, čímž se ještě umocňuje dojem rozlehlosti. Ložnice dětí i rodičů jsou nicméně uzavřené a nabízejí soukromí.
Vila je umístěna na trojúhelníkovém pozemku a zahrada kolem domu byla parkově upravena. Původně byla vybavena též pergolami, altánem a bazénem. Zcela hladké průčelí je zdobeno pouze červenými okenními rámy, což ukazuje na Gočárovu inspiraci Le Corbusierem.